# Wilfred Smit
Wilbinus Hendrik Coenraad Smit (Soerabaja (Java), 24 juni 1933 - Rotterdam, 13 augustus 1972), beter bekend als Wilfred Smit, was een Nederlands dichter.

## Levensloop
Wilfred Smit bracht zijn jeugd grotendeels door op Nederlands-Indië. Toen hij vijftien was, verhuisde hij met zijn ouders naar Nederland om daar de rest van zijn leven te blijven. Hij studeerde vanaf 1953 Slavische taal- en letterkunde in Leiden. In 1959 bracht Smit zijn eerste bundel gedichten uit, te weten Een harp op wielen. Zonder een doctoraalexamen te hebben afgelegd, werd hij in 1969 door de UvA aangesteld als docent in de geschiedenis van de Russische letterkunde. In 1972 stierf Smit op negenendertigjarige leeftijd aan een hersentumor. Elf jaar na zijn overlijden verscheen een uitgave met verzameld werk. In deze bundel werd het door Smit in 1956 geschreven "Sweet Bahnhof" opgenomen. Dit gedicht werd in 1984 door de Nederlandse popband The Nits gebruikt voor hun lied "Adieu Sweet Bahnhof". Zover bekend is Smit de eerste Nederlandse vertaler van werk van de Russische dichter Innokenti Annenski.